# Lygodactylus nigropunctatus
Lygodactylus nigropunctatus (чорнопалий карликовий гекон) — вид геконоподібних ящірок родини геконових (Gekkonidae). Ендемік Південно-Африканської Республіки.

## Поширення і екологія
Чорнопалі карликові гекони широко поширені на півдні Лімпопо та на півночі Мпумаланги і Гаутенг, а також на північному сході Північно-Західної провінції. Вони живуть в тріщинах серед скель та в саванах, на висоті від 700 до 800 м над рівнем моря.